# ルイザ・サア
ルイザ・ダ・シルバ・エ・サア（Luiza da Silva e Sá 1983年3月29日 - ）は、ブラジルのインディー・エレクトロ・バンド、CSSのギター、シンセサイザー担当。

## 人物
大学でファインアートを学んでいる。また、占星術に高い関心を持っている。
時々サンパウロのクラブで、バンドメイトのアナ・レゼンデと共にディスクジョッキー・デュオ MeuKu （英語で MyAss という意味）としても活動している。この MeuKu は「アララ」の歌詞にも出てくる。
彼女の髪型はサンパウロで Joana in the 80s という名称で知られる。